# Eva Carlstein
Eva Carlstein, född 1936 i Lund, är en svensk målare och grafiker.
Eva Carlstein studerade vid Gerlesborgsskolan i Bohuslän och vid Färg och Form på Öland. Hon har därefter studerat grafik för Björn Bredström, Christian Champbell och Olof Sandahl. Hon har medverkat i samlingsutställningar med Värmlands konstförening, Borås och Sjuhäradsbygdens konstförening, Torsby höstsalong och Jönköpings konstnärsgård. Separat har hon ställt ut på bland annat NWT 1972, Arvika 1972, Hammarö 1984, Stockholm 1985 och 1987, Västerås 1991 och Helsingborg 1992.
Hon har tilldelats Karlstads kulturnämnds stipendium 1987, 1988 och 1989.
Eva Carlstein är representerad vid Kristinehamns konstmuseum, Laholms Teckningsmuseum, Landstingen i Värmland och Västmanland, Stockholm, Kronoberg, Skåne och Halland samt i Karlstad, Höganäs, Upplands Väsby och Ängelholms kommuners samlingar.